# Heartstone
Heartstone (originaltitel: Hjartasteinn) är en isländsk dramafilm från 2016 i regi av Guðmundur Arnar Guðmundsson. Handlingen skildrar två tonåringars liv, Thor och Kristján. Filmen hade svensk biopremiär den 30 juni 2017. Den är en del av Folkets Bios projekt Scope100 där 100 personer fick chansen att se sju filmer och rösta fram vilken som skulle få svensk biografpremiär. Vinnaren blev Heartstone. Filmen togs emot väl av kritiker och blev nominerad till Nordiska rådets filmpris.

## Rollista (i urval)
- Baldur Einarsson – Þór/Thor
- Blær Hinriksson – Kristján/Christian
- Diljá Valsdóttir – Beta/Beth
- Katla Njálsdóttir – Hanna/Hannah
- Jónína Þórdís Karlsdóttir – Rakel
- Rán Ragnarsdóttir – Hafdís
- Søren Malling – Sven
- Nína Dögg Filippusdóttir – Hulda
- Gunnar Jónsson – Ásgeir
- Sveinn Ólafur Gunnarsson – Sigurður